# Elektriciteitscentrale van Harelbeke

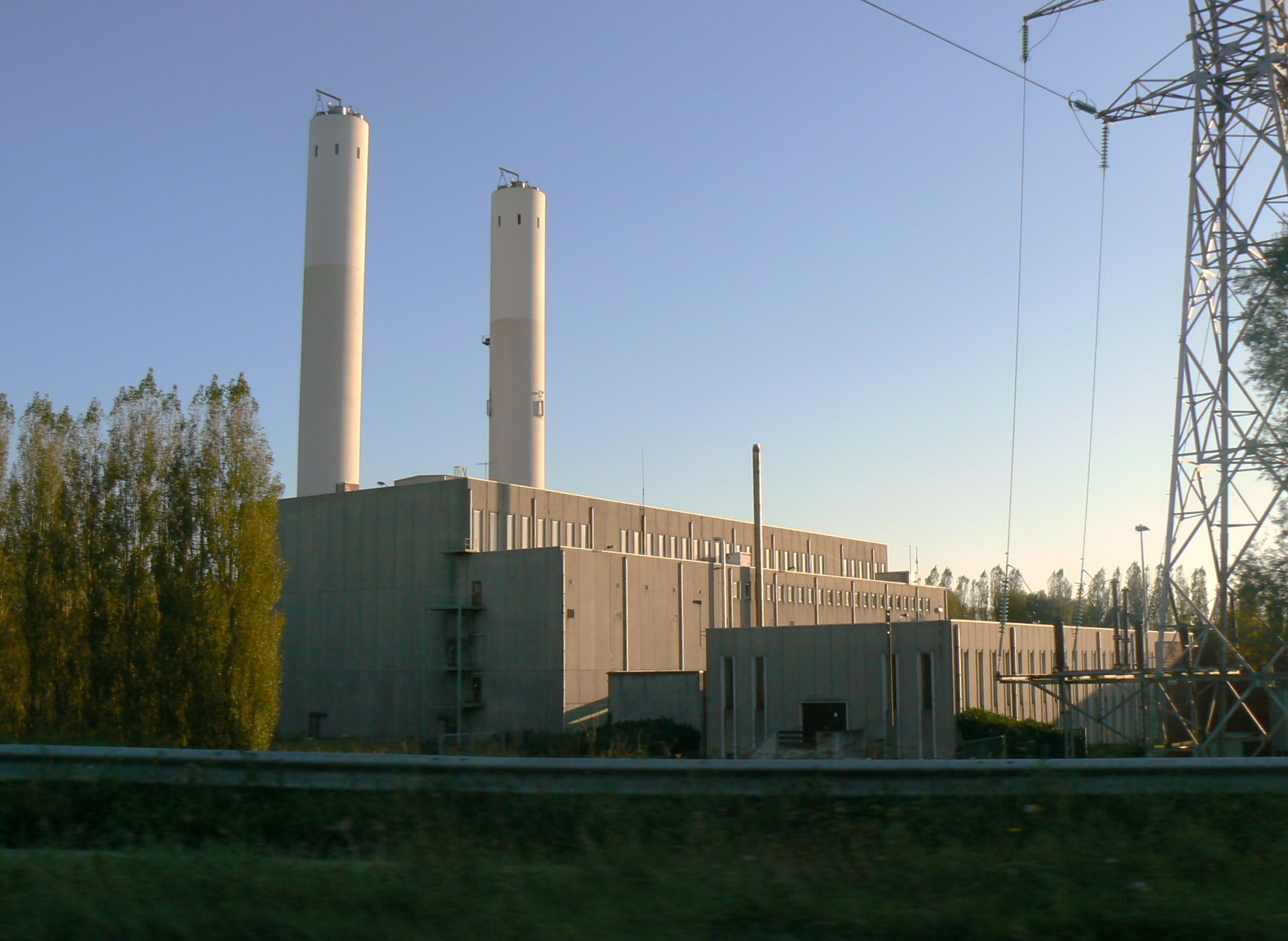
De elektriciteitscentrale van Harelbeke in 2014

De elektriciteitscentrale van Harelbeke is een dieselcentrale buiten dienst van Luminus, voorheen Infrax en voorheen W.V.E.M. in de industriezone Vaarnewijk in Harelbeke en gelegen aan de Leie.
De centrale werd, na maanden vooraf proefdraaien, officieel in dienst gesteld in handen van de vroegere West-Vlaamse Elektriciteitsmaatschappij WVEM op dinsdag 20 december 1977 in "aanwezigheid" van toenmalig minister voor economie, Willy Claes. Zo klonk het officieel, ook op het officiële bord aan de ingang van de oude burelen. Echter was Willy Claes verhinderd en kwam zijn kabinetsmedewerker langs.
Het sloot eind maart 2012 toen de centrale te verouderd was om nog rendabel te zijn. Het was een van de enige centrales in België waar nog met een soort mazout (heavy fuel) werd gestookt. In het verleden werden daarover heel wat vragen gesteld. Onder meer buurtbewoners klaagden over de uitstoot van roet en andere vervuiling.
De centrale had een elektrisch vermogen van 84 megawatt (met 8 heavy fuel scheepsmotoren van MAN) en 3,5 megawatt extra door recuperatie van uitlaatgassen via de stoomketels van de warmteturbine.
De elektriciteitscentrale werd enkel nog ingeschakeld in noodgevallen, zoals wanneer er een tekort is aan elektriciteit (piekcentrale).
De 2 betonnen schoorstenen van de centrale werden spectaculair gedynamiteerd in december 2023. Op heden renoveert een lokale Harelbeekse gespecialiseerde handelaar in stukadoorsmaterialen en gevelbepleistering het volledige gebouw tot een opslagruimte, bouwshop en burelen voor de handel in bouwmaterialen. Vermoedelijke verhuis is voorzien 1e kwartaal 2025.